# Sülzhayn
Sülzhayn is een  dorp in de Duitse gemeente Ellrich in het Landkreis Nordhausen in Thüringen. Het dorp is een erkend herstellingsoord. Tot 1994 was het een zelfstandige gemeente. 